# ایناک
ایناک (به فرانسوی: Aynac) یک کمون در فرانسه است که در لو واقع شده‌است. ایناک ۲۱٫۵۵ کیلومتر مربع مساحت دارد ۳۵۱ متر بالاتر از سطح دریا واقع شده‌است.